# Cross-country na Zimowych Światowych Wojskowych Igrzyskach Sportowych 2010 – bieg drużynowo mężczyzn

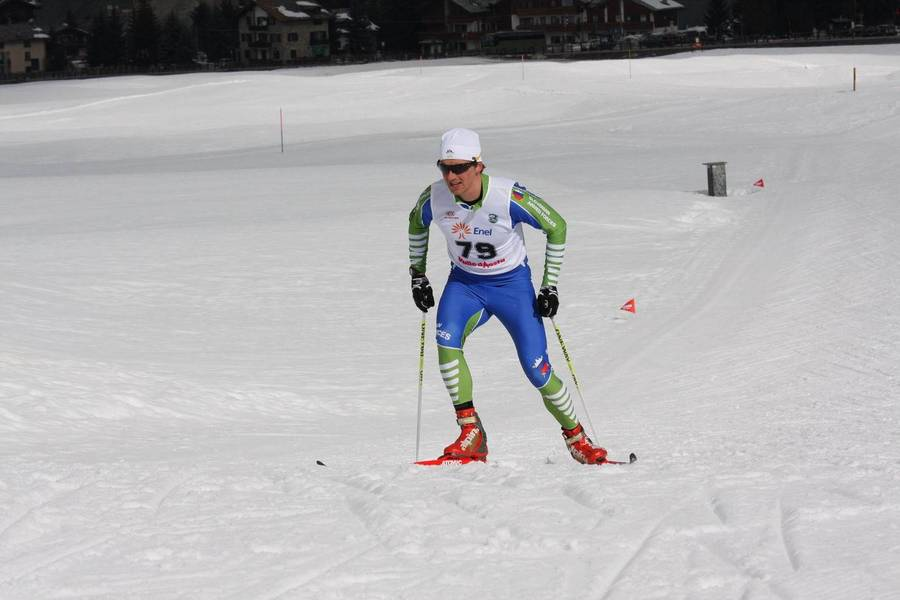
Cogne 2010. Słoweniec Peter Dokl

Cross-country na 1. Zimowych Światowych Wojskowych Igrzyskach Sportowych – drużynowy bieg narciarski mężczyzn jedna z zimowych konkurencji rozgrywana podczas igrzysk wojskowych w ramach cross-country, która odbyła się w dniu 24 marca 2010 w miejscowości Cogne położonej na terenie parku Gran Paradiso w regionie Dolina Aosty we Włoszech. Zawodnicy mieli do przebiegnięcia 15 kilometrów techniką dowolną.  Bieg drużynowo mężczyzn wygrali Francuzi.

## Terminarz
Konkurencja rozpoczęła się w dniu 24 marca o godzinie 9:00 (czasu miejscowego). Bieg mężczyzn odbywał się na dystansie 15 km, równolegle z narciarskim biegiem kobiet na 10 km.
| Harmonogram przebiegu konkurencji | Harmonogram przebiegu konkurencji | Harmonogram przebiegu konkurencji | Harmonogram przebiegu konkurencji |
| Data                              | Godzina rozpoczęcia               | Godzina rozpoczęcia               | Wydarzenie                        |
| Data                              | (UTC+01:00)                       | CET                               | Wydarzenie                        |
| --------------------------------- | --------------------------------- | --------------------------------- | --------------------------------- |
| 24 marca 2010(dts)                | 9:00                              |                                   | Finał                             |

## Uczestnicy
W zawodach wystartowało 17 reprezentacji narodowych. Do zawodów zgłoszona była Polska drużyna w składzie; Mirosław Kobus, Adam Kwak, Krzysztof Pływaczyk i Łukasz Szczurek, lecz nie stanęli na starcie.

- Austria (4)
- Białoruś (4)
- Chiny (4)
- Czechy (3)
- Francja (4)
- Finlandia (4)
- Litwa (4)
- Niemcy (4)
- Norwegia (4)
- Rumunia (4)
- Rosja (4)
- Serbia (3)
- Słowenia (3)
- Stany Zjednoczone (4)
- Szwajcaria (3)
- Szwecja (4)
- Włochy (4)

W biegu drużynowym cross-country mężczyzn, aby zespół mógł uczestniczyć jako reprezentacja musiał liczyć minimalnie 3, lecz nie więcej niż 4 zawodników. Do rezultatu końcowego drużynie zaliczano czas 3 najlepszych zawodników z biegu indywidualnego.

## Medaliści
| Złoto                                           | Srebro                                                | Brąz                                 |
| Francja                                         | Włochy                                                | Szwajcaria                           |
| Vincent Vittoz Robin Duvillard Emmanuel Jonnier | Giorgio Di Centa Pietro Piller Cottrer Thomas Moriggl | Toni Livers Curdin Perl Remo Fischer |

## Wyniki
| Klasyfikacja końcowa mężczyzn w cross-country - drużynowo | Klasyfikacja końcowa mężczyzn w cross-country - drużynowo                              | Klasyfikacja końcowa mężczyzn w cross-country - drużynowo |
| Miejsce                                                   | Reprezentacja                                                                          | Czas                                                      |
| --------------------------------------------------------- | -------------------------------------------------------------------------------------- | --------------------------------------------------------- |
| Miejsce                                                   | Zawodnicy                                                                              |                                                           |
| 1 !                                                       | Francja                                                                                | 1:38:49.32                                                |
| 1 !                                                       | Vincent Vittoz – (1. m. indywidualnie) Robin Duvillard – (4.) Emmanuel Jonnier – (12.) |                                                           |
| 2 !                                                       | Włochy                                                                                 | 1:39:04,85                                                |
| 2 !                                                       | Giorgio Di Centa – (3.) Pietro Piller Cottrer – (6.) Thomas Moriggl – (7.)             |                                                           |
| 3 !                                                       | Szwajcaria                                                                             | 1:39:10,01                                                |
| 3 !                                                       | Toni Livers – (2.) Curdin Perl – (9.) Remo Fischer – (10.)                             |                                                           |
| 4                                                         | Finlandia                                                                              | 1:43:16,85                                                |
| 4                                                         | Teemu Härkönen Tony Narvaynen Timo Varis                                               |                                                           |
| 5                                                         | Austria                                                                                | 1:43:24,89                                                |
| 5                                                         | Manuel Hirner Johannes Dürr Thomas Grader                                              |                                                           |
| 6                                                         | Czechy                                                                                 | 1:43:25,01                                                |
| 6                                                         | Jiří Magál Dušan Kožíšek Milan Šperl                                                   |                                                           |
| 7                                                         | Norwegia                                                                               | 1:45:06,63                                                |
| 7                                                         | Ronny Hafsås Henrik Lund Hans Martin Gjedrem                                           |                                                           |
| 8                                                         | Szwecja                                                                                | 1:45:27,19                                                |
| 8                                                         | Martin Larsson Rickard Andreasson Oskar Svärd                                          |                                                           |
| 9                                                         | Niemcy                                                                                 | 1:46:00,56                                                |
| 9                                                         | Andy Gerstenberger Benjamin Seifert Marcus Anders                                      |                                                           |
| 10                                                        | Białoruś                                                                               | 1:46:34,69                                                |
| 10                                                        | Leanid Karnijenka Aleksandr Łazutkin Mikałaj Parcheuski                                |                                                           |
| 11                                                        | Rosja                                                                                  | 1:48:44,78                                                |
| 11                                                        | Ilja Czernousow Alexey Czernousow Iwan Babij                                           |                                                           |
| 12                                                        | Rumunia                                                                                | 1:53:10,91                                                |
| 12                                                        | Cornel Puchianu Stefan Gavrila Cistian Mosoiku                                         |                                                           |
| 13                                                        | Chiny                                                                                  | 1:53:17,44                                                |
| 13                                                        | Liu Jinming Zhang Yuzhung Tang Jnle                                                    |                                                           |
| 14                                                        | Stany Zjednoczone                                                                      | 2:02:27,70                                                |
| 14                                                        | Robert Douglas Andrew Busse Karl Granroth                                              |                                                           |
| 15                                                        | Litwa                                                                                  | 2:03:11,21                                                |
| 15                                                        | Nerijus Sulcys Vitalijus Petruis Viljus Aleliunas                                      |                                                           |
| 16                                                        | Słowenia                                                                               | 2:05:21,63                                                |
| 16                                                        | Peter Dokl Sebastian Silar David Rihtaric                                              |                                                           |
| 17                                                        | Serbia                                                                                 | 2:30:53,71                                                |
| 17                                                        | Igor Vukovic Milovan Milic Dragan Lazic                                                |                                                           |

Źródło: CISM 2010